# Masiv

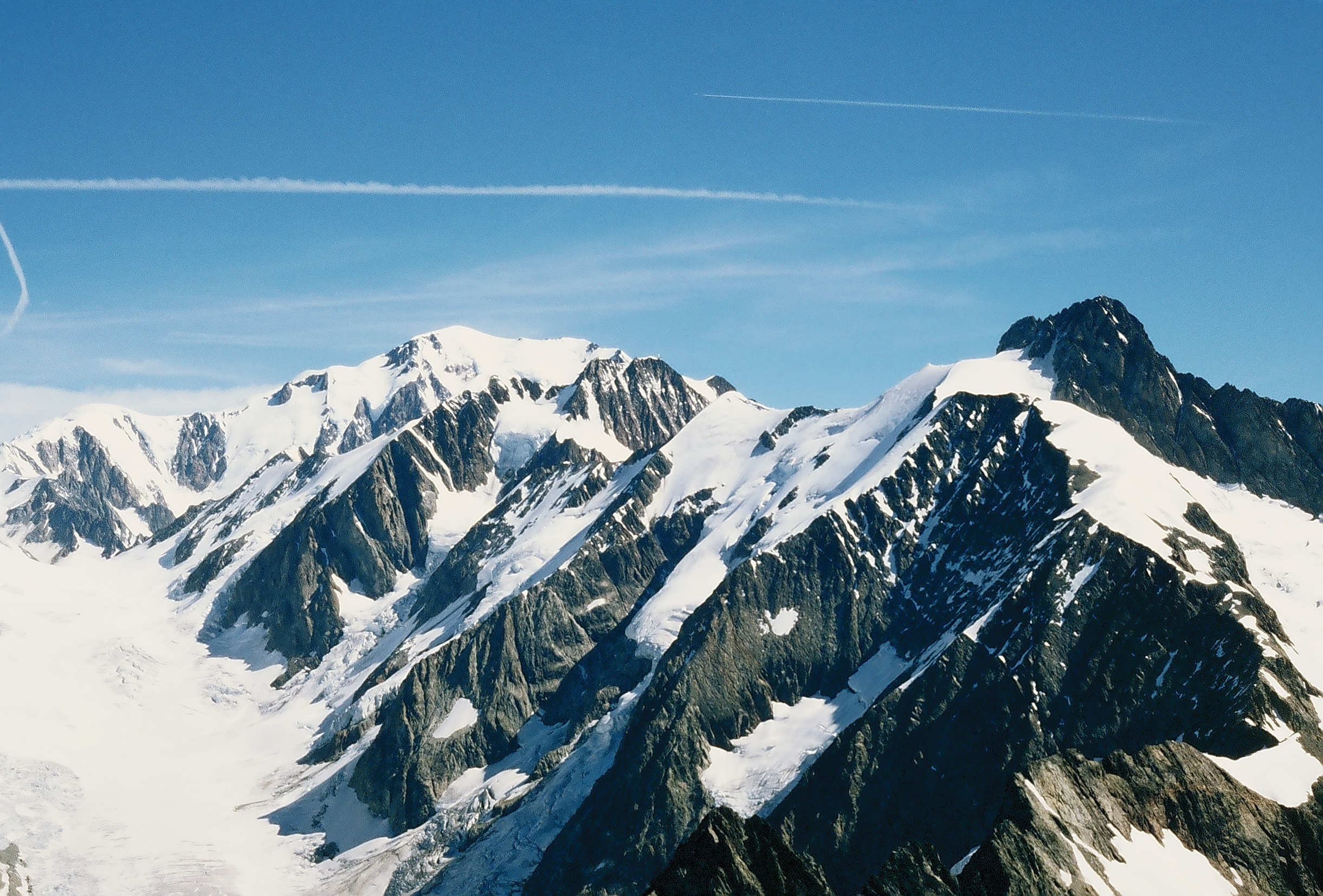
Masiv Mont Blanc

Masiv je blok zemské kůry, který se odlišuje svou stavbou od svého okolí.
Bývá vymezen zlomy, při pohybech si udržuje svou strukturu a přesouvá se jako celek. Je souvislým celkem tvořeným magmatickými nebo metamorfovanými horninami. Masiv také může označovat takto zformovanou skupinu hor.
Příklady masivů v Evropě

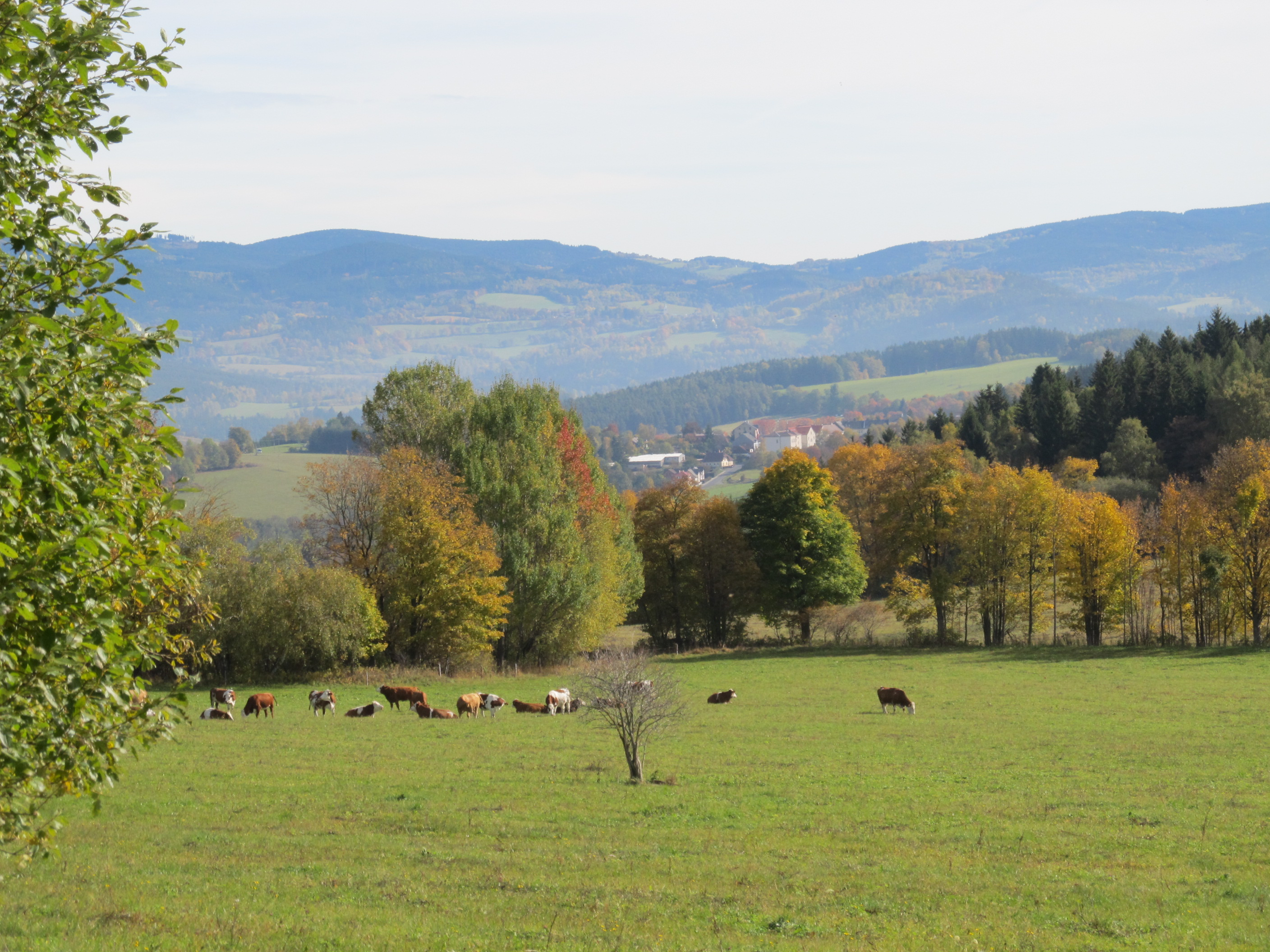
Český masiv

Armorický masiv, Ben Nevis, Centrální masiv, Český masiv, Gotthardský masiv, Jura, Montserrat, Mont Blanc, Sila, Vanoise, Vitoša, Vogézy